# Bahnhof Bergen op Zoom
Der Bahnhof Bergen op Zoom ist der Bahnhof der Stadt Bergen op Zoom in der niederländischen Provinz Noord-Brabant.
Er liegt an der Zeeuwse Lijn (deutsch Seeland-Linie), welche von Vlissingen über Roosendaal nach Amsterdam führt.
Der Bahnhof wurde 1863 eröffnet und erhielt sein heutiges Aussehen 1971. Er verfügt über zwei Gleise an einem Mittelbahnsteig, an dem jeweils halbstündlich pro Richtung ein Intercity nach Amsterdam beziehungsweise Vlissingen hält. In der HVZ verkehrt außerdem noch ein Stoptrein von und nach Den Haag. Auf dem Vorplatz halten diverse Buslinien, die den Bahnhof mit dem Umland verbinden. Des Weiteren gibt es einen Taxistand sowie mehrere Fahrradstellplätze.

## Streckenverbindungen
Am Bahnhof Bergen op Zoom halten im Jahresfahrplan 2022 folgende Linien:
| Zugtyp    | Linienverlauf | Frequenz |
| --------- | --- | --- |
| Intercity | Amsterdam Centraal – Amsterdam Sloterdijk – Haarlem – Leiden Centraal – Den Haag HS – Delft – Rotterdam Centraal – Dordrecht – Roosendaal – Bergen op Zoom – Vlissingen | halbstündlich (hält stündlich sowie abends und am Wochenende ganztägig an allen Bahnhöfen zwischen Bergen op Zoom und Vlissingen) |
| Sprinter  | Roosendaal – Bergen op Zoom – Goes – Middelburg – Vlissingen | stündlich (fährt abends und am Wochenende nicht)                                                                                  |